# Xenobemisia coleae
Xenobemisia coleae là một loài côn trùng cánh nửa trong họ Aleyrodidae, phân họ Aleyrodinae.
Xenobemisia coleae được Takahashi miêu tả khoa học đầu tiên năm 1951.